# Ганьковица
Ганько́вица (укр. Ганьковиця, венг. Kisanna) — село в Нелепинской сельской общине Мукачевского района Закарпатской области Украины.
Лежит по обоим берегам реки Латорица, в 14 км от Свалявы, в 5 км от железнодорожной станции Волчий.
Упоминание о селе есть в документах за 1648 год.
Ганьковица имеет много легенд, сказок и рассказов о мужественных и смелых ганьковчанах. Ганьковица находится в очень живописной местности. Вокруг села высокие горы, в долине реки Латорица. Здесь есть много интересных мест для туризма.